# Sago

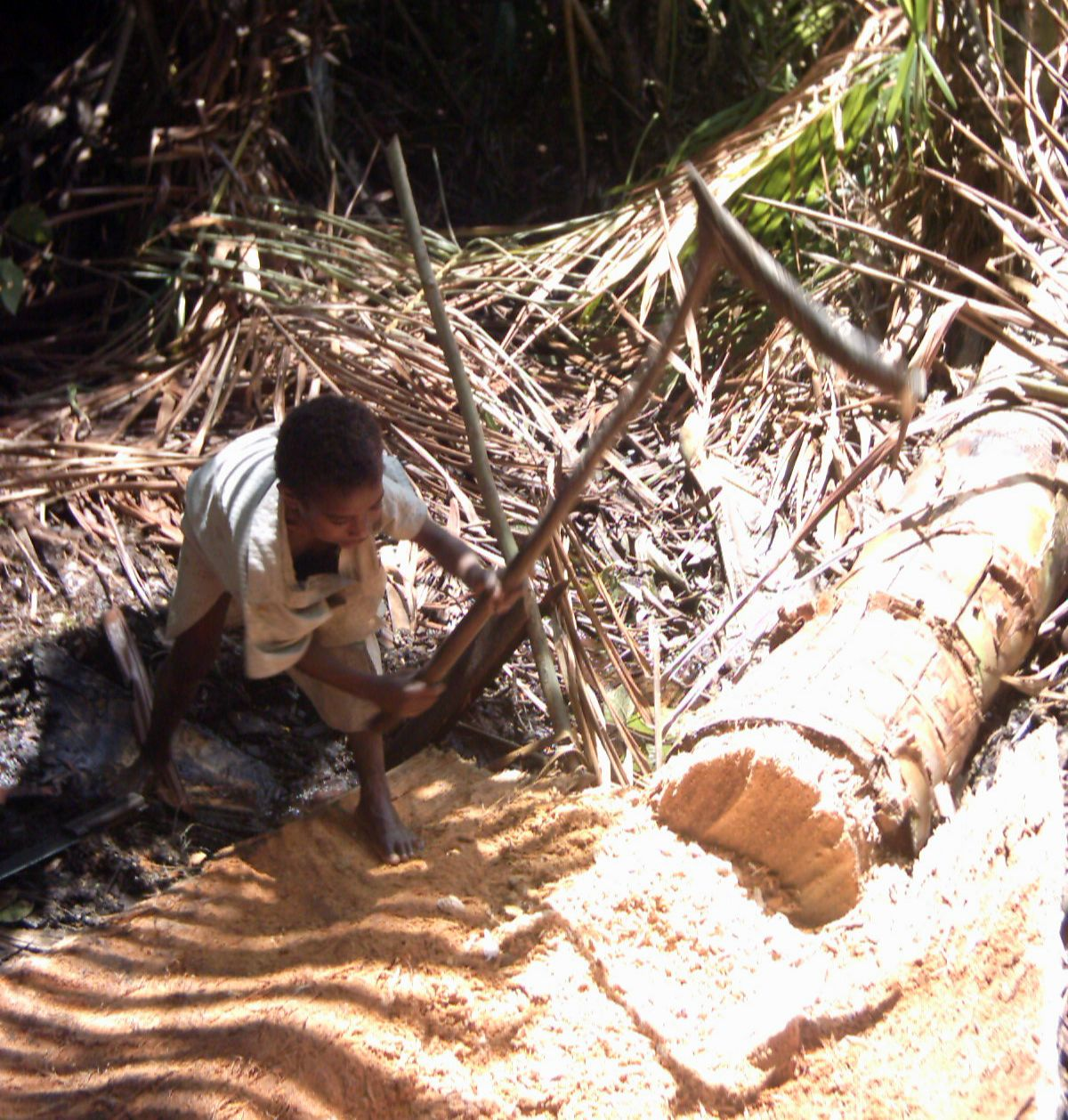
Pozyskiwanie sago z kłodziny

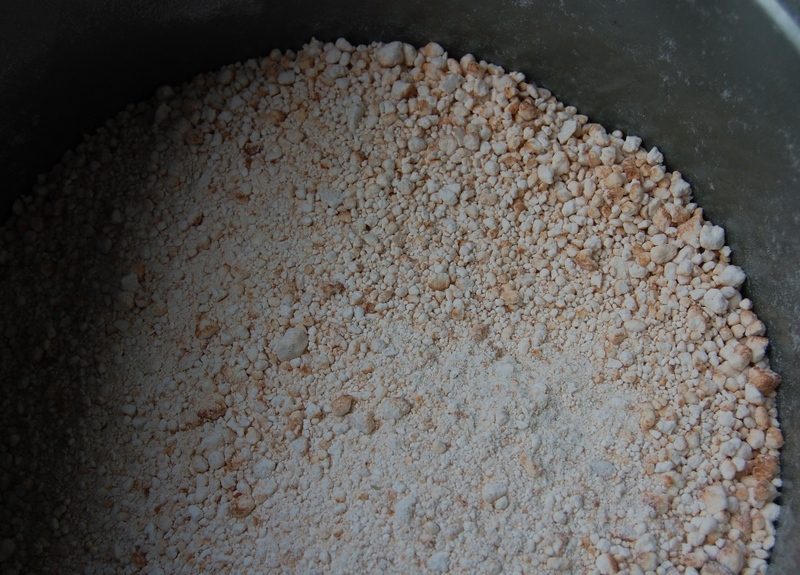
Skrobia uzyskana z palmy sagowej

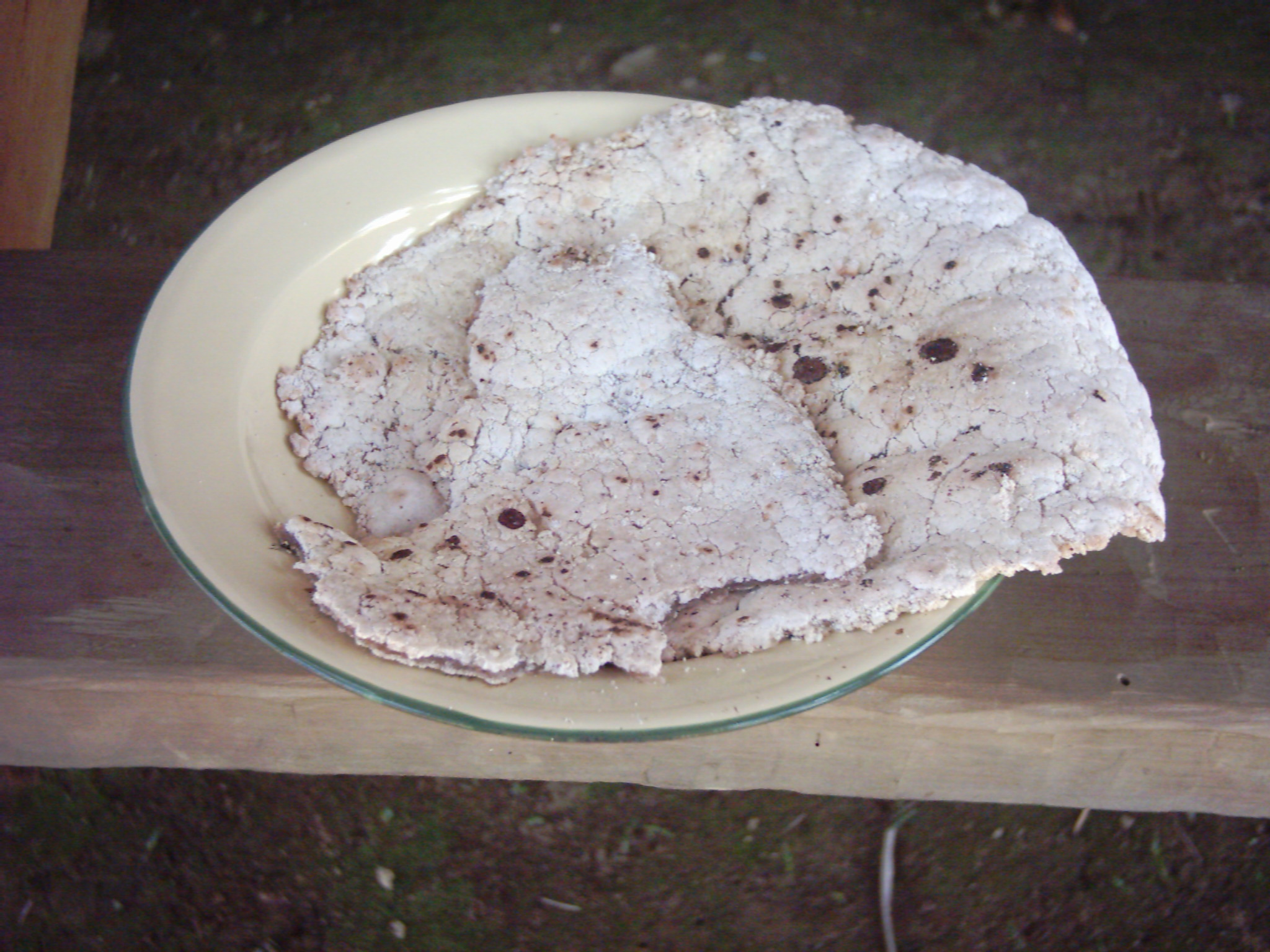
Podpłomyki z mączki sagowej i wody

Sago – rodzaj mączki (skrobi) wyrabianej z wnętrza palmy sagowej Metroxylon sagu i niektórych sagowców. Stanowi podstawę wyżywienia ludności Nowej Gwinei i Moluków. W niektórych innych krajach tropikalnych jest ważnym, lecz nie podstawowym produktem żywnościowym.

## Pozyskiwanie
Pień dorosłej rośliny ścina się, biały rdzeń rozdrabnia się i wypłukuje skrobię przy pomocy wody. Z jednej rośliny otrzymuje się od 200 do 400 kg rdzenia, z czego około 40% stanowi sago.
Papkę skrobiową przecedza się przez sito, krople skapują na gorącą blachę, tworząc okrągłe, twarde „ziarenka”, tzw. sago perłowe.

## Wykorzystanie
Sago jest używane albo do pieczenia (podpłomyki) albo mieszane razem z wodą, w wyniku czego powstaje gęsta zawiesina gotowa do spożycia. Sago może też być mielone i używane w taki sposób jak mąka ze zbóż. Stosuje się także jako dodatek do zup. Sago zaleca się osobom z problemami żołądkowymi, gdyż jest bardzo lekkostrawne. Skrobia z sago zawiera prawie wyłącznie węglowodany oraz małe ilości białka, witamin i niektórych minerałów.

## Substytuty sago
Zamienniki sago bywają wyrabiane także z innych gatunków sagowców, głównie w rejonie Pacyfiku – przy czym jest to rzadziej spotykana forma, która ponadto różni się od sago wyrabianego z sagownicy zwyczajnej. Pozyskiwanie skrobi z sagowców może się wiązać z koniecznością specjalnej obróbki części roślin w celu usunięcia trucizn. Główne gatunki:
- sagowiec podwinięty (Cycas cyrcinalis)
- dioon jadalny (Dioon edule)[3]